# TRILL (informàtica)
TRILL (Transparent Interconnection of Lots of Links) és un estàndard d'Internet implementat per dispositius anomenats commutadors TRILL. TRILL combina tècniques de pont i encaminament, i és l'aplicació de l'encaminament d'estat d'enllaç al problema de pont de client conscient de la VLANç. Els ponts d'encaminament (RBridges) són compatibles i poden substituir gradualment els ponts de client anteriors IEEE 802.1. Els commutadors TRILL també són compatibles amb IPv4 i IPv6, encaminadors i sistemes finals. Són invisibles per als encaminadors IP actuals i, com els encaminadors convencionals, els RBridges acaben el trànsit de difusió, unicast desconegut i multidifusió de DIX Ethernet i les trames de IEEE 802.2 LLC, incloses les unitats de dades del protocol pont del protocol Spanning Tree.
TRILL va ser dissenyat com a successor del protocol Spanning Tree, ambdós creats per la mateixa persona, Radia Perlman. El catalitzador de TRILL va ser un esdeveniment al Beth Israel Deaconess Medical Center que va començar el 13 de novembre de 2002. El concepte de Rbridges [sic] es va proposar per primera vegada a l'Institut d'Enginyers Elèctrics i Electrònics el 2004, que el 2005 va rebutjar el que es va conèixer com TRILL, i entre 2006 i 2012 va idear una variació incompatible coneguda com Shortest Path Bridging.
Visió general Els commutadors TRILL executen un protocol d'encaminament d'estat d'enllaç entre ells. Un protocol d'estat d'enllaç és aquell en què la connectivitat s'emet a tots els RBridges, de manera que cada RBridge conegui tots els altres RBridges i la connectivitat entre ells. Això proporciona a RBridges prou informació per calcular camins òptims per parelles per a unicast i calcular arbres de distribució per al lliurament de trames a destinacions la ubicació de les quals és desconeguda o a grups de multidifusió o difusió. El protocol d'encaminament d'estat d'enllaç utilitzat és IS-IS perquè:
- s'executa directament sobre la capa 2, de manera que es pot executar sense configuració [no cal assignar cap adreça IP], ja que inclou un subconjunt del servei de xarxa en mode sense connexió (CLNP).
- és fàcil d'estendre definint nous elements de dades de tipus-longitud-valor (TLV) i subelements per portar informació TRILL.Per mitigar problemes de bucle temporals, RBridges avança en funció d'una capçalera amb un recompte de salts. Els RBridges també especifiquen l'RBridge del següent salt com a destinació de fotogrames quan s'envien fotogrames unicast a través d'un enllaç de mitjans compartits, la qual cosa evita generar còpies addicionals de fotogrames durant un bucle temporal. Es realitzen una comprovació de reenviament de camí invers i altres comprovacions en trames multidestinació per controlar encara més el trànsit potencialment en bucle.

El primer RBridge que troba una trama unicast en un campus, RB1, encapsula la trama rebuda amb una capçalera TRILL que especifica l'últim RBridge, RB2, on es descapsula la trama. RB1 es coneix com a "RBridge d'entrada" i RB2 es coneix com a "RBridge de sortida". Per estalviar espai a la capçalera TRILL i simplificar les cerques de reenviament, s'executa un protocol d'adquisició de sobrenoms dinàmic entre els RBridges per seleccionar sobrenoms de dos octets per als RBridges, únics al campus, que són una abreviatura de l'ID del sistema IS-IS de sis octets. de la RBridge. Els sobrenoms de dos octets s'utilitzen per especificar els RBridges d'entrada i sortida a la capçalera TRILL.

## Visió general
Els commutadors TRILL executen un protocol d'encaminament d'estat d'enllaç entre ells. Un protocol d'estat d'enllaç és aquell en què la connectivitat s'emet a tots els RBridges, de manera que cada RBridge conegui tots els altres RBridges i la connectivitat entre ells. Això proporciona a RBridges prou informació per calcular camins òptims per parelles per a unicast i calcular arbres de distribució per al lliurament de trames a destinacions la ubicació de les quals és desconeguda o a grups de multidifusió o difusió. El protocol d'encaminament d'estat d'enllaç utilitzat és IS-IS perquè:
- s'executa directament sobre la capa 2, de manera que es pot executar sense configuració [no cal assignar cap adreça IP], ja que inclou un subconjunt del servei de xarxa en mode sense connexió (CLNP).
- és fàcil d'estendre definint nous elements de dades de tipus-longitud-valor (TLV) i subelements per portar informació TRILL.

Per mitigar problemes de bucle temporals, RBridges avança en funció d'una capçalera amb un recompte de salts. Els RBridges també especifiquen l'RBridge del següent salt com a destinació de fotogrames quan s'envien fotogrames unicast a través d'un enllaç de mitjans compartits, la qual cosa evita generar còpies addicionals de fotogrames durant un bucle temporal. Es realitzen una comprovació de reenviament de camí invers i altres comprovacions en trames multidestinació per controlar encara més el trànsit potencialment en bucle.

## Implementacions de codi obert
- Accton IgniteNet MeshLinq  –  basat en Quagga 0.99.22.4
- El quagga de Gandi amb TRILL  –  basat en Quagga 0.99.22.4
- Quagga-PE de MichaelQQ amb TRILL i MPLS  –  basat en Quagga 0.99.22.4